# SN 2001fm
SN 2001fm – supernowa odkryta 9 października 2001 roku w galaktyce A022824+0043. W momencie odkrycia miała maksymalną jasność 23,90m.